# Li Zongren

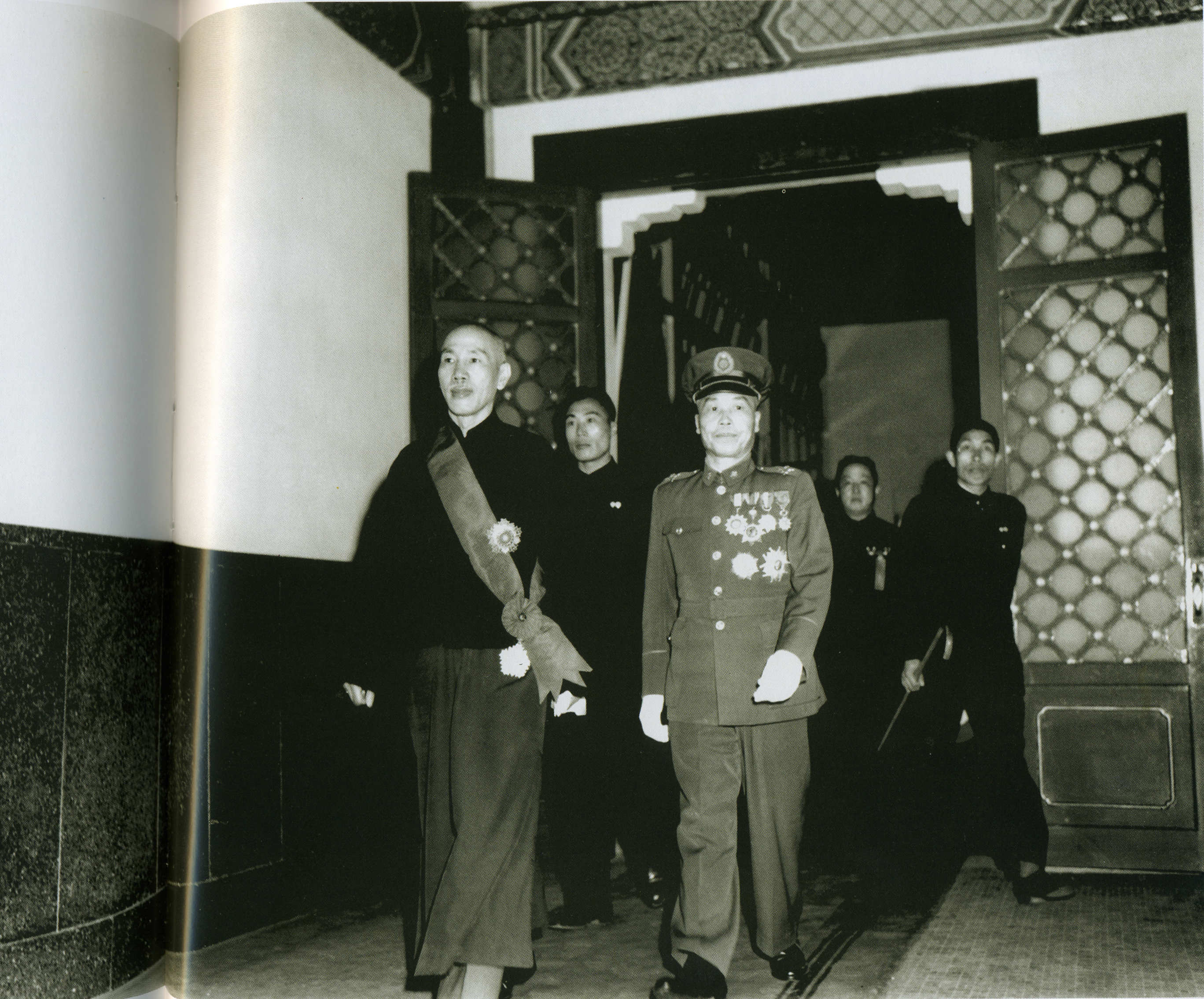
Chiang Kai-shek i Li Zongren

Li Zongren (xinès: 李宗仁; pinyin: Lǐ Zōngrén), fou un militar, senyor de la guerra i polític xinès nascut a prop de Guilin, província de Guangxi, el 13 d'agost de 1890 i mort a Beijing el 13 de gener de 1969.

## Biografia
Fill segon d'un mestre, cursà estudis en l'acadèmia militar de Guilin i a causa del seu valor va iniciar un ràpid ascens en la milícia. Ingressà al partit polític Kuomintang (KMT) l'any 1923. I, més endavant, dins d'aquest partit s'estableix una rivalitat entre Li i Chiang Kai-shek, fins al punt que la seva aliança amb Wang Jingwei, Yan Xishan i Feng Yuxiang provoca un conflicte armat però aquests aliats no es poden imposar a Chiang i les seves tropes s'han de retirar i, llavors, es va aliar amb Chen Jitang. Arran de la invasió japonesa de Manxúria les hostilitats entre les faccions nacionalistes cessen i lluitaran conjuntament en la Segona Guerra Sinojaponesa i Li va intervenir en diverses batalles. Quan Chiang esdevé president de la República de la Xina, Li és nomenat sotspresident (1948), malgrat l'oposició de Chiang. Quan, davant l'avenç comunista, Chiang dimiteix, Li exerceix el càrrec de president. A causa del seu estat de salut, Li Zongren viatjà a Nova York per rebre tractament, circumstància que el duu a la marginació dins el KMT. Una vegada els dirigents nacionalistes (i el que quedava de l'exèrcit) abandonen el continent, el 1950 Chiang ocupà de nou el càrrec de president de la República a Taiwan i Li el de sotspresident però el 1954 és obligat a dimitir del seu càrrec. Finalment va decidir residir a la República Popular de la Xina, o va morir d'un càncer a 78 anys.